# Acrecebus
Acrecebus — доісторичний кебід з пізньоміоценової формації Солімоес штату Акко, Бразилії та Болівії. Єдиним відомим видом є A. fraileyi. Цей рід тісно пов'язаний з родом Cebus.